# Glover (Vermont)
Glover ist eine Town im Orleans County des Bundesstaates Vermont in den Vereinigten Staaten mit 1114 Einwohnern (laut Volkszählung von 2020).

## Geografie

### Geografische Lage
Glover liegt im Südosten des Orleans Countys. Auf dem Gebiet der Town befinden sich mehrere Seen. Die größten sind der Lake Parker im Norden und der zentral gelegene Shadow Lake. Im vorgelagert ist der Daniels Pond. Im Westen der Town befindet sich der Sweeney Pond und im Süden der Clarks Pond. Leicht südlich des Clarks Pond liegt der Runaway Pond der 1810 durch eine Umweltkatastrophe entstand. Zuflüsse des Der Black Rivers und des Barton Rivers verbinden die Seen und fließen in nördlicher Richtung. Das Gebiet der Town ist hügelig, die höchsten Erhebungen sind der 658 m hohe Beach Hill und der 602 m hohe Fisher Hill.

### Nachbargemeinden
Alle Entfernungen sind als Luftlinien zwischen den offiziellen Koordinaten der Orte aus der Volkszählung 2010 angegeben.
- Norden: Irasburg, 7,3 km
- Nordosten: Barton, 9,8 km
- Südosten: Sheffield, 13,8 km
- Süden: Wheelock, 9,0 km
- Südwesten: Greensboro, 6,6 km
- Westen: Craftsbury, 17,2 km
- Nordwesten: Albany, 12,1 km

Hinweis: Zwischen Irasburg und Glover besteht keine direkte Grenze. Beide Towns liegen aber so nahe beieinander, dass eine Aufnahme in diese Liste sinnvoll scheint.

### Klima
Die mittlere Durchschnittstemperatur in Glover liegt zwischen −11,7 °C (11 °Fahrenheit) im Januar und 18,3 °C (65 °Fahrenheit) im Juli. Damit ist der Ort gegenüber dem langjährigen Mittel der USA um etwa 9 Grad kühler. Die Schneefälle zwischen Mitte Oktober und Mitte Mai liegen mit mehr als zwei Metern etwa doppelt so hoch wie die mittlere Schneehöhe in den USA. Die tägliche Sonnenscheindauer liegt am unteren Rand des Wertespektrums der USA, zwischen September und Mitte Dezember sogar deutlich darunter.

## Geschichte
Den Grant für Glover bekamen am 27. Juni 1781 General John Glover und die Männer, die im Amerikanischen Unabhängigkeitskrieg unter ihm gedient hatten. Die Town wurde nach General Glover benannt. Festgesetzt wurde das am 20. November 1783. Die Besiedlung startete 1793 und ging zunächst nur langsam voran.

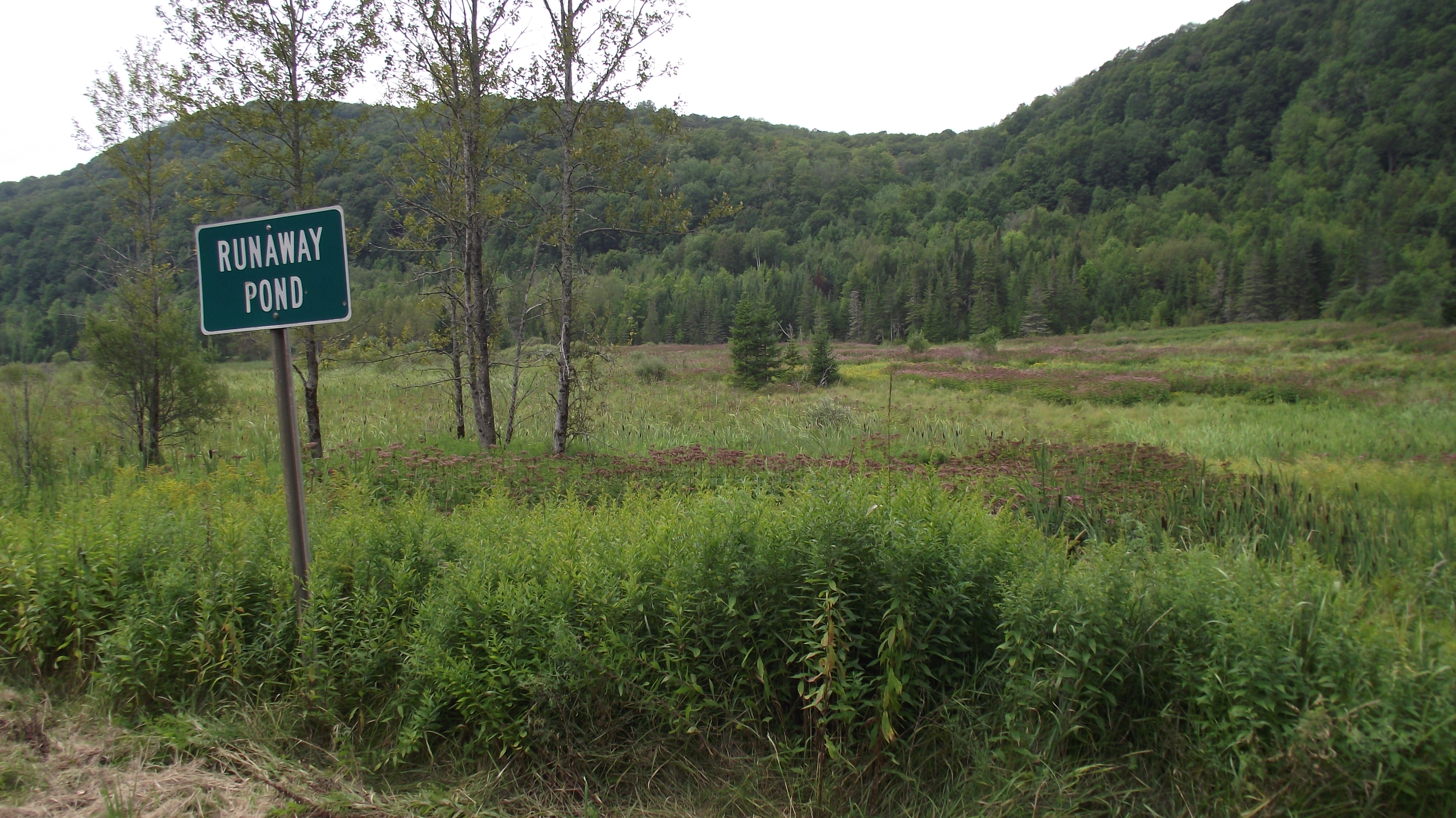
Runway Pond

Am 6. Juni 1810 spielte sich in Glover eine Umweltkatastrophe ab. 60 Männer wollten einen Kanal vom damaligen Long Pond graben, um Mühlen im Norden mit Wasser zu versorgen, die in der trockenen Jahreszeit nicht genug Wasser hatten. Sie gruben den Kanal zum Long Pond und stießen auf Treibsand. Dieser löste sich und die Wassermassen des Long Ponds ergossen sich durch das Tal in Richtung Norden zum Lac Memphrémagog. Der Long Pond entleerte sich komplett innerhalb von 15 Minuten. Auf ihrem Weg riss die bis zu 15 m hohe Wasserwand alles mit sich. Bäume, Häuser, Steine, Vieh. Es kam kein Mensch zu schaden. Sie brauchte für den Weg zum Lac Memphrémagog sechs Stunden. Der Weg des Wassers lässt sich noch heute im Tal erkennen, die Vermont State Route 16 folgt seinem Verlauf. Die Stelle wird heute als Runaway Pond bezeichnet. Die Flut brachte aber durch die aus dem Pond mitgeführten Sedimente eine deutliche Verbesserung der Böden mit sich.

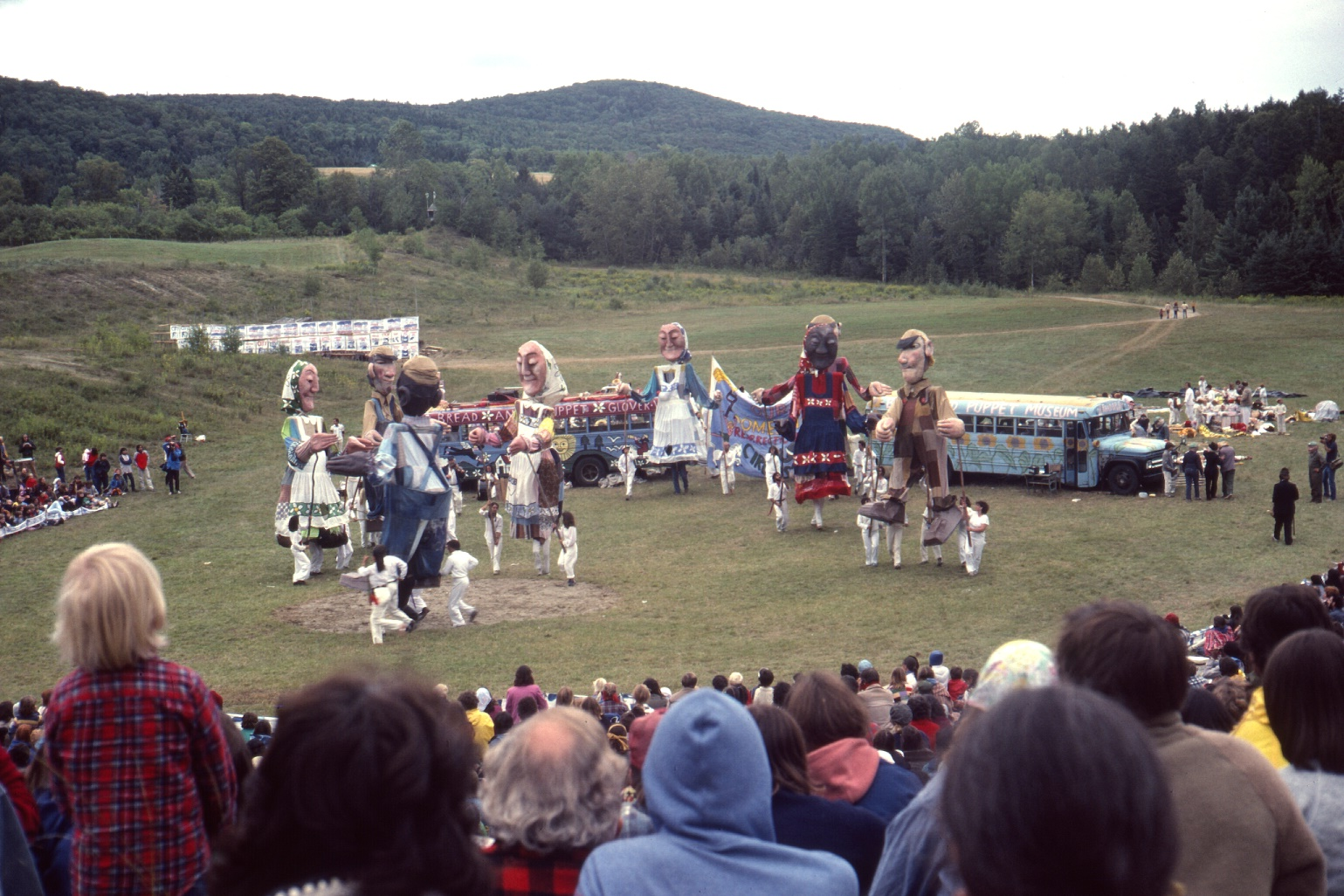
Bread and Puppet Theater

1974 siedelte sich in Glover das Bread and Puppet Theater in einem früheren Bauernhof mit Molkerei an. Dort befindet sich seit 1998 auch das schon 1963 eingerichtete eigene Puppenmuseum.

### Einwohnerentwicklung
| Volkszählungsergebnisse – Town of Glover, Vermont | Volkszählungsergebnisse – Town of Glover, Vermont | Volkszählungsergebnisse – Town of Glover, Vermont | Volkszählungsergebnisse – Town of Glover, Vermont | Volkszählungsergebnisse – Town of Glover, Vermont | Volkszählungsergebnisse – Town of Glover, Vermont | Volkszählungsergebnisse – Town of Glover, Vermont | Volkszählungsergebnisse – Town of Glover, Vermont | Volkszählungsergebnisse – Town of Glover, Vermont | Volkszählungsergebnisse – Town of Glover, Vermont | Volkszählungsergebnisse – Town of Glover, Vermont |
| Jahr                                              | 1800                                              | 1810                                              | 1820                                              | 1830                                              | 1840                                              | 1850                                              | 1860                                              | 1870                                              | 1880                                              | 1890                                              |
| ------------------------------------------------- | ------------------------------------------------- | ------------------------------------------------- | ------------------------------------------------- | ------------------------------------------------- | ------------------------------------------------- | ------------------------------------------------- | ------------------------------------------------- | ------------------------------------------------- | ------------------------------------------------- | ------------------------------------------------- |
| Einwohner                                         | 36                                                | 387                                               | 549                                               | 902                                               | 1119                                              | 1137                                              | 1244                                              | 1178                                              | 1055                                              | 970                                               |
| Jahr                                              | 1900                                              | 1910                                              | 1920                                              | 1930                                              | 1940                                              | 1950                                              | 1960                                              | 1970                                              | 1980                                              | 1990                                              |
| Einwohner                                         | 891                                               | 932                                               | 826                                               | 860                                               | 788                                               | 727                                               | 683                                               | 649                                               | 843                                               | 820                                               |
| Jahr                                              | 2000                                              | 2010                                              | 2020                                              | 2030                                              | 2040                                              | 2050                                              | 2060                                              | 2070                                              | 2080                                              | 2090                                              |
| Einwohner                                         | 966                                               | 1122                                              | 1114                                              |                                                   |                                                   |                                                   |                                                   |                                                   |                                                   |                                                   |

## Wirtschaft und Infrastruktur

### Verkehr
Die Interstate 91 streift in nordöstlicher Richtung die Town, von Bartonim Norden nach Sheffield im Osten. Von Barton im Norden verläuft die Vermont State Route 11 in südlicher Richtung durch die Town. Von ihr zweigt in östliche Richtung die Vermont State Route 122 nach Sheffield ab.

### Öffentliche Einrichtungen
In Glover gibt es kein eigenes Krankenhaus. Das nächstgelegene Krankenhaus ist das North Country Hospital & Health Care in Newport City.

### Bildung
Glover gehört zur  Orleans Central Supervisory Union . In Glover gibt es die Glover Community School, eine Grund- und Mittelschule mit Unterricht bis zum achten Schuljahr.
Die Glover Public Library befindet sich im Zentrum der Town.

## Persönlichkeiten

### Persönlichkeiten, die vor Ort gewirkt haben
- Emory A. Hebard (1917–1993), Geschäftsmann, Politiker und Vermont State Treasurer
- Peter Schumann (* 1934), Theaterregisseur und Bildhauer, Leiter des Bread and Puppet Theaters